# Pan-Europese identiteit
Pan-Europese identiteit verwijst naar zowel de betekenis van persoonlijke identificatie met het werelddeel Europa als naar de identiteit van 'Europa' als een geheel. 'Europa' wordt vaak gebruikt als een synoniem voor de Europese Unie, ook al leven er miljoenen mensen op het Europese continent in staten die niet tot de EU behoren. Het voorvoegsel 'pan-' komt van het Griekse woord 'παν', dat 'alle' betekent, en houdt dus in dat deze identiteit betrekking heeft op heel Europa – en dan vooral in een EU-context. 'Pan-Europees' wordt dikwijls tegenover 'nationaal' geplaatst.
Historisch gezien heeft de Europese cultuur nooit tot een geopolitieke eenheid geleid, zodat nationale culturen het ontstaan van natiestaten hebben beïnvloed. Momenteel bestaan Europese integratie enerzijds, nationale trouw en vaderlandsliefde anderzijds naast elkaar – zoals aangetoond wordt door de enquêtes van de Eurobarometer van Eurostat over Europese identiteit en trots. Volgens een enquête van de Eurobarometer in 2005 beschouwt 10% van de EU-burgers zich vooral als Europeaan, terwijl 42% zich vooral burger voelt van het land waarin hij woont, maar ten tweede wel Europeaan. In het algemeen beschouwt 52% van de geënquêteerden zich dus als Europeaan naast hun eigen nationaliteit. Men kan dus concluderen dat nationaliteit de belangrijkste bron van geopolitieke identificatie blijft in Europa, maar dat toch een meerderheid van bijna 60% zich op de één of andere manier verbonden voelt met Europa. (Let wel: deze enquête dateert uit 2005, toen de EU nog maar 25 lidstaten had. Hetzelfde geldt voor de volgende alinea.)
Terwijl de meerderheid van de EU-burgers hoopvol zijn in verband met (42%) of vertrouwen hebben in (22%) de Europese Unie, is er een grote minderheid van wat we eurosceptici zouden kunnen noemen. 20% is namelijk wantrouwig en 5% keurt de EU helemaal af; 20% staat onverschillig tegenover heel de kwestie.
Uit een peiling in 2007 blijkt dat 44% van de volwassenen in de vijf grootste EU-landen vond dat het leven slechter geworden was sinds hun land was toegetreden tot de Unie. Toch zou de meerderheid in de meeste van de vijf landen liever meer actie zien van de EU, dan minder.
De enquêtes van de Eurobarometer van 1999 tonen dat destijds slechts 4% van de EU-burgers zich in de eerste plaats Europeaan voelde, terwijl 48% het Europese gevoel met hun nationaliteit combineerden, met variaties tussen de lidstaten. De EU heeft enkele pogingen gedaan om de identificatie met ‘Europa’ (in de betekenis van de EU zelf) te vergroten en heeft enkele Europese symbolen geïntroduceerd, zoals de Euro, de Europese vlag en het Europese volkslied.